# Vilhelmska kriget på Irland
Vilhelmska kriget på Irland (1688–1691) – (engelska: The Williamite War in Ireland; iriska: Cogadh an Dá Rí, med betydelsen ”Tvenne kungars krig”) – var en väpnad konflikt mellan jakobiter (anhängare av den katolske kungen Jakob II av England, Irland och av Skottland, där han gick under namnet Jakob VII) å ena sidan och vilhelmiter (anhängare av Hollands protestantiske ståthållare Vilhelm av Oranien) å andra. Striden stod om vem som skulle vara monarken i kungadömena England, Skottland och Irland.
Orsaken till kriget var Jakobs avsättning som kung av de tre kungadömena till följd av Ärorika revolutionen 1688. Jakob stöddes av i huvudsak katolska jakobiter på Irland och hoppades att kunna använda landet som bas för att återfå kontrollen om sina tre kungadömen. Han erhöll även stöd från Frankrike. Detta gjorde att kriget blev en del i en större europeisk konflikt som pågick vid samma tid och som blev känd som Pfalziska tronföljdskriget eller Nioårskriget. Somliga protestanter tillhörande Irländska kyrkan stred också på kung Jakobs sida.
Vilhelmiter som mestadels bekände sig till protestantismen och var talrikast i landets norra delar motsatte sig Jakob. Vilhelm landsteg på Irland med en multinationell styrka bestående av engelska, skotska, holländska, danska och andra trupper, för att kväva det jakobitiska motståndet. Jakob flydde Irland efter nederlaget i slaget vid Boyne år 1690 varefter de irländska jakobiterna slutligen besegrades efter slaget vid Aughrim år 1691.
Efter att Vilhelm besegrade jakobitismen i Irland begränsade sig de efterföljande jakobitupproren till Skottland och England. Dock fick kriget långvariga följder för Irlands del, då det brittiska och protestantiska styret över landet befästes för de kommande två århundradena. De ikoniska segrarna över katolikerna vid belägringen av Derry och Slaget vid Boyne firas fortfarande av unionisterna på Irland (idag endast i Ulster).

## Ärorika revolutionen
Kriget på Irland började som en direkt följd av Ärorika revolutionen i England. Jakob II av England och Irland (Jakob VII av Skottland) var en from katolik och försökte införa religionsfrihet för sina trosfränder och kringgå det engelska parlamentet för att stifta impopulära lagar. För många i England var detta en obehaglig påminnelse om Karl I:s regeringstid, då hans konflikt med parlamentet ledde till Engelska inbördeskrigets utbrott. Brytpunkten i förhållandet mellan kung Jakob och Englands politiska etablissemang inträffade i juni 1688 när dennes andra fru födde en son, vilket öppnade upp för att upprättandet av en långvarig regering av en katolsk Stuart-ätt på tronen. Rädslan för riskerna med en sådan utveckling fick vissa politiska förgrundsgestalter att ingå i sammansvärjning i syfte att övertala Vilhelm av Oranien, ståthållare i Holland, en av Förenade Nederländernas viktigaste provinser, att invadera England. Vilhelm lät å sin sida förstå att en inbjudan från Englands politiska kretsar var en förutsättning om en invasion skulle komma i fråga. För sin egen del ville han genomföra den främst av militära och strategiska skäl.

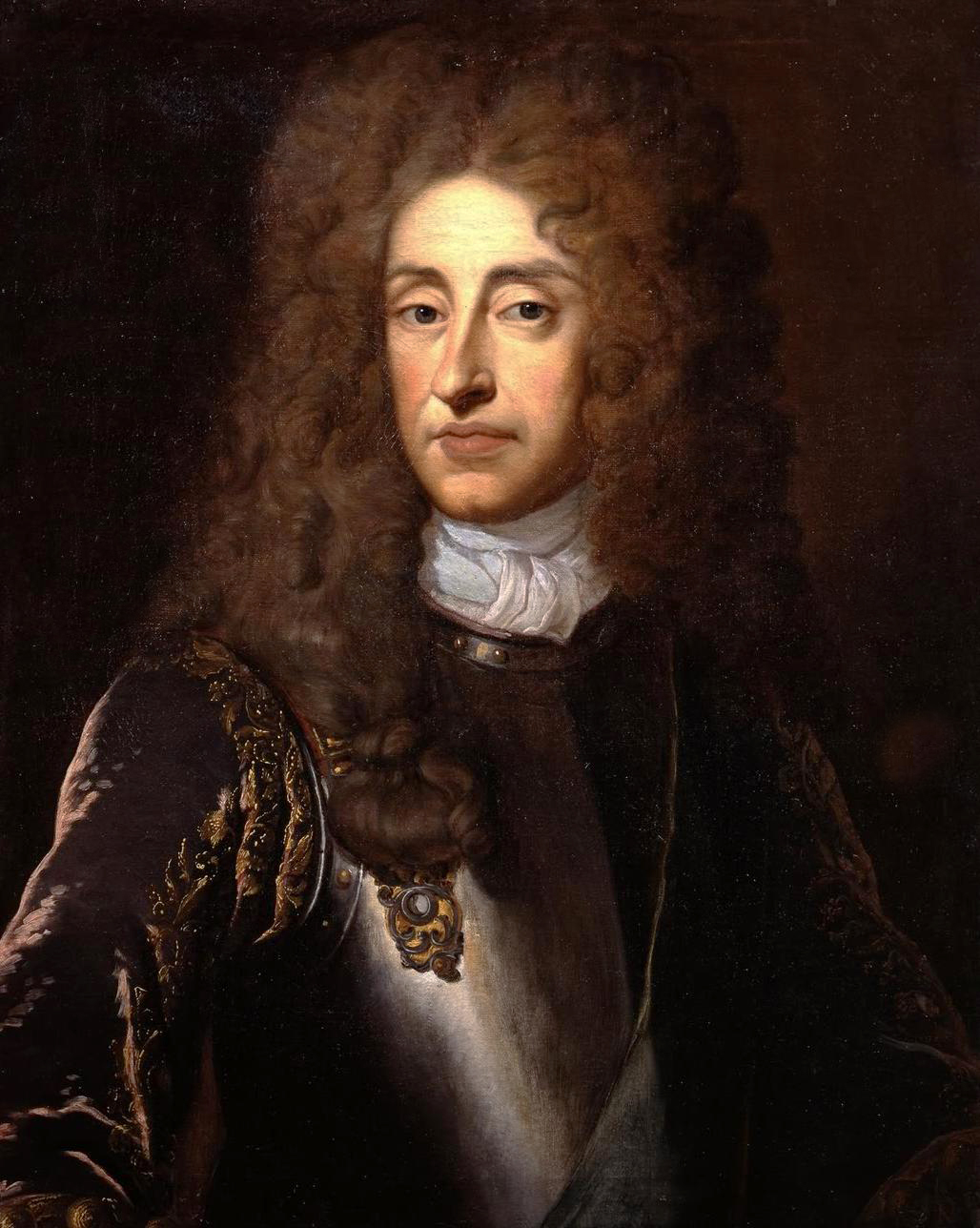
Jakob II av huset Stuart

Nederländerna befann sig på randen till krig med dåtidens främsta militära stormakt, Frankrike, styrt av ”solkungen” Ludvig XIV. Englands regerande kungahus hade under Karl II och Jakob II ansat ett nära militärförbund med Frankrike sedan Engelska Restaurationens dagar. Vilhelm önskade å sin sida omintetgöra denna allians och strypa Englands stöd till Frankrike i form av trupper, pengar och vapen, och styra om dem till Augsburgska ligans förfogande. 
Vilhelm invaderade England i november 1688. Invasionsflottan fick skjuts av gynnsamma väderförhållanden (den ”Protestantiska vinden”) som gav den övertag över den brittiska flottan. Den kunde utmanövreras utan större svårigheter och landstigningen mötte inget motstånd. Vilhelms 18 000 man starka trupp landsteg i Brixham den 5 november 1688. Jakob flydde till Frankrike efter att bara ha bjudit symboliskt motstånd. Ett år senare blev Vilhelm och hans gemål furstinnan Mary Stuart medregenter under namnen kung Vilhelm III och drottning Maria II av Storbritannien.
Dock åtnjöt Jakob II ett utbrett folkligt stöd på Irland samtidigt som han var illa omtyckt i England. Irländare var nästan alla katoliker, och hade stridit på ätten Stuarts sida i De tre kungarikens krig på 1640-talet, då de hoppades på att säkra religiös frihet och politiskt självstyre för sig själva. De hade dock besegrats 1652 och utsattes för repressalier av regimen i Engelska Samväldet genom att jord beslagtogs och så kallad strafflagstiftning (eng. Penal Laws) infördes. Irlands katoliker kände en stor besvikelse över att kung Karl II misslyckades att till fullo stoppa denna utveckling trots att Act of Settlement 1662 syftade till att lindra dessa lagar. 

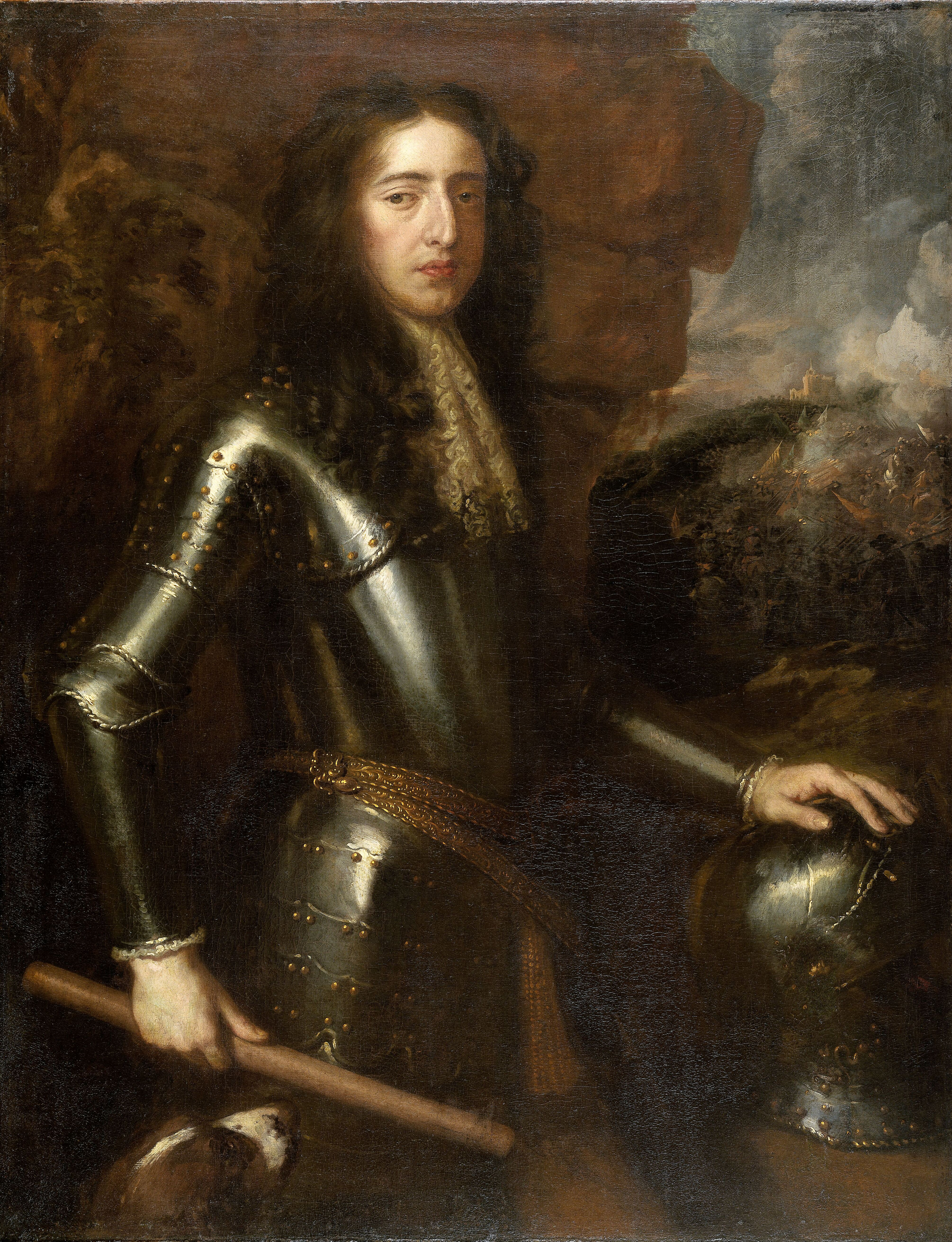
Vilhelm av Oranien, Hollands ståthållare och protestanternas ledare.

Majoriteten av det irländska folket var ”jakobiter” och stödde Jakob II tack vare hans Fördragsamhetsförklaring 1687 eller, som den också är känd, Deklarationen för Frihet och Samvete, som garanterade religiös frihet till alla samfund i England och Skottland samt tack vare kungens utfästelse till Irlands parlament att efterhand bevilja rätten till självbestämmande.
Jakob gjorde några verkliga eftergifter under 1680-talet genom att utse en irländsk katolik, Richard Talbot, 1:e earl av Tyrconnell till ställföreträdare (eng. Lord Deputy) på Irland samt genom att återuppta katoliker som arméofficerare och i andra offentliga ämbeten. När Jakob flydde England år 1688 såg han sig om för stöd på Irland i syfte att återerövra sina tre kungadömen. År 1689 höll han vad som blev känt under namnet ”Patriot Parliament” i Dublin, som upphävde 1650-talets jordkonfiskeringar. Den största delen av den irländska lågadeln bekräftade sitt stöd för honom.
Ironiskt nog stödde Påvestaten i hemlighet den av Vilhelm ledda Augsburgska ligan samtidigt som de allra flesta irländska katoliker gav sitt stöd till kung Jakob. Påven Innocentius XI befann sig i skarp konflikt med Ludvig XIV, som sökte helt underkuva katolska kyrkan i Frankrike, och då Jakob lierade sig med solkungen, kom påvestolens sympatier att ligga hos Vilhelm, trots att den senare var protestant.

## Fälttåget i Ulster

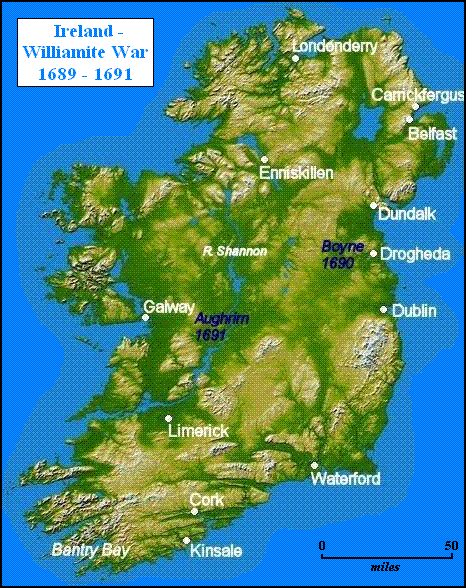
Kartan över Irland som visar platser där större slag ägde rum

Efter Vilhelms landstigning i England, vidtog Jakobs ställföreträdare på Irland, Richard Talbot, åtgärder för att säkerställa att alla befästa orter i landet skulle hållas av den nyligen bildade Irländska Katolska Arméns garnisoner lojala till Jakob. Den nordligaste av Irlands landsdelar, Ulster, hade den högsta andelen av engelska och skotska nybyggare (se Bosättningen i Ulster), och det var därför bara där som Talbot stötte på allvarligt motstånd. Ett försök till resning företogs av Bandons protestantiska invånare i grevskapet Cork, men det slogs snabbt tillbaka av jakobitstyrkor.
I november 1688 hade bara den ringmuromgärdade staden Derry en protestantisk garnison. En jakobitstyrka på 1200 mannar, till övervägande del bestående av skotska högländare, började bildas under befälet av Alexander MacDonell, 3:e earl av Antrim, omedelbart efter Vilhelms landstigning i England. När denna trupp anlände till Derry den 7 december 1688, fann de stadens portar låsta och började belägringen. Trots att jakobiterna föreföll vara övermäktiga till följd av sitt numerära överläge, utgjordes trupperna som hade satts upp av Tyrconnell huvudsakligen av bondeförband som hade värvats i all hast och varit dåligt beväpnade och tränade. Detta till trots tillfogades en protestantisk vilhelmitmilis nederlag av en jakobitstyrka under Richard Hamilton i drabbningen vid Dromore, grevskapet Down den 14 mars 1689 och östra Ulster besattes. 
När Jakob avsattes och flydde till Frankrike, fick han stöd av Ludvig den XIV (som vid det laget redan befann sig i krig med Vilhelm av Oranien) i form av trupper och pengar för att hjälpa honom att återta sin krona. Dock var villkoret att det skulle skickas lika många irländska rekryter till Frankrike som det kom franska soldater till Irland. 
Den 12 mars 1689 landade Jakob vid staden Kinsale på Irland med 6000 franska soldater. Först marscherade han mot Dublin där han togs väl emot, varefter han gav sig ut på en marsch norrut i spetsen för en jakobithär av katoliker, protestantiska rojalister och fransmän. De anslöt sig till belägringen av Derry den 18 april. Jakob hamnade i spetsen på en företrädesvis irländsk katolsk rörelse, och den 7 maj förde han ordet vid en irländsk lagstiftande församling, som nästan helt bestod av katolsk lågadel. Motvilligt gick han med på parlamentets krav om en förklaring som gjorde gällande att det engelska parlamentet inte hade någon rätt att stifta lagar över Irland. Han gick också med, återigen motvilligt, på att återlämna jord till irländska katoliker som beslagtogs från deras släkter efter Cromwells erövring av Irland under åren 1649-1653. Det skulle ske genom att konfiskera mark från dem som motsatte sig Jakob (framför allt protestanter) och stödde Vilhelm. Denna församling började senare kallas Patriotiska parlamentet av irländska nationalister. 
Brittiska krigsskepp anlände till Derry för att undsätta de belägrade den 11 juni, men vågade först inte till anfall av rädsla för kustartilleriet, men slutligen beordrades de att bryta igenom belägringen, vilket de gjorde den 28 juli 1689. 
I Enniskillen, 85 km söder om Derry, bildade beväpnade civila vilhelmiter från den lokala protestantbefolkningen ett skräckinjagande irreguljärt förband. Med Enniskillen som bas utförde de räder mot jakobitstyrkor i Connacht och Ulster. En dåligt tränad jakobittrupp ledd av Justin MacCarthy, Viscount av Mountcashel, sattes upp i Dublin och skickades åstad mot dem. Den 28 juli 1689 besegrades denna jakobitstyrka i slaget vid Newtownbutler. Många flydde genast när de första skotten avfyrades och upp till 1500 jakobiter höggs ned eller drunknade under flykten från de förföljande vilhelmitryttarna. Dels som följd av detta nederlag och dels på grund av landstigningen av en större vilhelmitarmé i provinsens östliga delar, drogs de flesta jakobittrupper tillbaka från Ulster och slog läger nära Dundalk.

## Schombergs fälttåg
Den 13 augusti 1689 steg Vilhelms armé ledd av marskalken Friedrich von Schomberg, 1:e hertig av Schomberg, i land vid Ballyolme Bay i grevskapet Down och, efter att ha intagit Carrickfergus, marscherade mot Dundalk utan att stöta på motstånd. Jakobs vicekung Tyrconnell, som förde befäl över jakobiternas huvudarmé, blockerade von Schombergs fortsatta marsch söderut, men drog sig för att inlåta sig i strid. De bägge arméerna stod i läger mittemot varandra i flera veckor i det kalla och blöta vädret innan de drogs tillbaka för vinterkvarter. Vilhelmiter förlorade flera tusen man i sjukdomar under detta fälttåg, trots att de inte utkämpade en enda större drabbning med jakobiterna. Dessutom besvärades de under vintern av irländsk katolsk gerilla som gick under namnet rapparees. von Schombergs trupper fortsatte även att härjas av sjukdomar orsakade av sträng vinter och undermålig livsmedelsförsörjning, och som krävde många dödsoffer. Matbristen var dels orsakad av klen organisation, men även av att jakobiterna ödelade landsbygden under sitt återtåg. Den civilbefolkningen led också svårt av denna taktik.

## Slaget vid Boyne

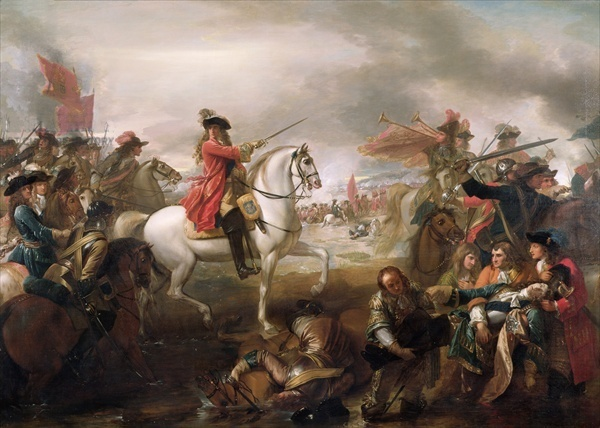
Målning av Benjamin West föreställande William III som befälhavare över protestantiska trupper i Slaget vid Boyne.

Missnöjd med von Schombergs långsamma framsteg, bestämde sig Vilhelm för att ta befälet över kriget i egna händer. Han anlände med en flotta på 300 skepp till Belfast Lough den 14 juni 1690 och landsteg vid Carrickfergus efter att ha samlat ihop en armé på 36 000 man bestående av engelska, tyska, holländska, danska och hugenottsoldater. De påbörjade sedan marschen söderut, mot Dublin. Efter litet motstånd vid Newry drog jakobiterna sig tillbaka söder om floden Boyne, där de intog försvarsställningar vid byn Oldbridge nära Drogheda. Den 1 juli forcerade Vilhelm floden och gick till anfall mot deras ställningar på flera håll samtidigt, vilket tvingade jakobiterna att slå reträtt för att undgå att bli omringade. Som en konsekvens av den nya gregorianska kalenderns införande infaller årsdagen av dessa händelser den 12 juli istället för den 1 juli.
Slaget vid Boyne var inte militärt avgörande och förlusterna var relativt låga på bägge sidor: Runt 1500 jakobiter och 500 vilhelmiter stupade på slagfältet, bland dem hertig Schomberg. Men den tillfogade ett hårt slag mot Jakobs tro på sin förmåga att vinna kriget i Irland. Han red iväg från sin här till Duncannon och återgick därifrån till sin exil i Frankrike. I och med att han deserterade från sina irländska anhängare blev han i folkmun kallad för Séamus an Chaca eller "Lort-Jakob". Jakobs illegitime son James FitzJames, 1:e hertig av Berwick skrev i sina memoarer att fadern flydde för att hämta ny förstärkning från Frankrike. Jakobitarmén gjorde återtåg till Dublin, föga skadad men hårt drabbad av fanflykt och kämparandans nedgång. Dagen därpå övergav de staden och marscherade till Limerick. Samma dag tågade vilhelmiter in i Irlands huvudstad och intog staden utan strid.
Vilhelms seger vid Boyne tillsammans med Jakobs flykt kunde ha betytt slutet för kriget i Irland. Dock la Vilhelm fram väldigt hårda fredsvillkor i den s.k. Finglasförklaringen, enligt vilka jakobitofficerare och den irländska jordägande klassen inte erbjöds frihet från åtal till skillnad från jakobitarméns fotfolk. Detta ledde till att jakobitledarna upplevde sig att inte ha något annat val än att fortsätta strida tills de skulle få garantier för sina liv och egendom, samt att deras medborgerliga och religiösa rättigheter skulle tas hänsyn till vid ett fredsavtal.

## Belägringen av Limerick

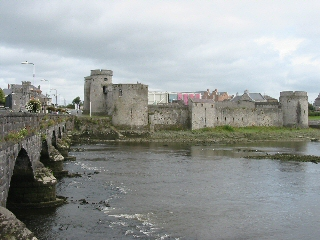
Staden Limerick belägrades två gånger av vilhelmiterna under kriget, 1690 och 1691. Bilden visar King John's Castle.

Kriget fortsatte som ett resultat av vilhelmiternas oförsonlighet. Irländska jakobiter slog reträtt till Limerick, där de slog tillbaka en vilhelmitisk stormning i augusti 1690, varvid de tillfogade de senare svåra förluster. Vilhelmiterna drog sig tillbaka från västra delen av ön, men utvidgade under senare delen av 1690 sin kontroll över landets syd. Deras styrkor, ledda av Earlen av Marlborough, intog de sydliga hamnarna Cork och Kinsale. 
Jakobiternas hade vid det här läget övergått till försvar av de enklaver de fortfarande höll i västra Irland, innefattande hela provinsen Connacht, som avgränsades av floden Shannon. Jakobiternas framgångsrika försvar av Limerick återgav dem deras tro på en möjlig seger med hjälp av Frankrike, även om en hel del franska trupper återkallades till kontinenten efter att Jakob flydde ön.  Vilhelm lämnade Irland sent på året 1690 och lämnade över befälet över styrkorna till sin holländske general Godert de Ginkell. 

## Krigets slutskede

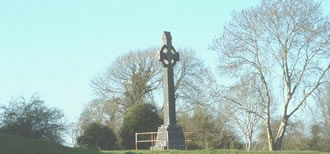
Minneskorset på platsen för slaget vid Aughrim

De Ginkell stormade in i Connacht genom staden Athlone, efter att ha intagit den i en blodig belägring. Därefter ryckte han fram mot de viktigaste jakobitiska fästena Galway och Limerick. Markisen de St Ruth, jakobiternas franske befälhavare, gjorde ett försök att blockera deras framryckning vid Aughrim, men de Ginkells armé tillfogade irländarna ett förkrossande nederlag i slaget vid Aughrim där jakobiterna förlorade upp till 8000 man, vilket motsvarade ungefär hälften av deras armé, antingen som döda, skadade eller tillfångatagna.
St Ruth själv, jakobiternas general, fanns med bland de stupade. De Ginkell intog staden Galway, som gick med på att ge sig utan strid på skonsamma villkor. Han fortsatte sedan till att belägra Limerick. Den andra belägringen av Limerick slutade med att irländarna erkände sig besegrade och gav upp den 23 september 1691. Patrick Sarsfield slet kontrollen över staden från de franska officerarna som ansvarade för dess försvar efter att allt hopp om segern var ute och inledde förhandlingar med de Ginkell.

## Limerickfreden
Fredsfördraget tecknades i Limerick den 2 oktober 1691 och erbjöd milda villkor för jakobiter som gick med på att stanna i landet och svära trohetsed till Vilhelm III. Freden slöts på dessa villkor mellan Sarsfield och de Ginkell, och skulle garantera fördragsamhet med katolicismen samt fullständiga rättigheter för katoliker som svor trohet till kung Vilhelm och hans gemål Maria.  
Dock vägrade det protestantdominerade Irländska parlamentet att stadfästa fördragets artiklar 1697 och återställde istället strafflagstiftningen som kraftigt diskriminerade katolikerna från och med 1695. Katoliker såg detta som ett stort svek. Ett omtyckt samtida slagord ljöd som Cuimhnigí Luimneach agus feall na Sassanaigh (iriska: ”kom ihåg Limerick och engelsmännens svek"). Påvestolen var vid den tiden fiende till Ludvig XIV av Frankrike och stödde därför inte Jakob 1691, men den nye påven Innocentius XII ändrade dess politik till förmån för Frankrike och följaktligen Jakob från och med 1693. Denna faktor förstärkte protestanternas negativa inställning till katoliker och jakobitismen på Irland. 
En del av fördraget tillförsäkrade uppfyllelsen av Sarsfields krav på att jakobitarmén skulle få lämna Irland som en enhet och ge sig av till Frankrike. Det tillhandahölls till och med transportfartyg för detta ändamål. Denna händelse fick i folkmun namnet ”Vildgässens flykt”. Runt 14 000 mannar samt ytterligare 10 000 kvinnor och barn lämnade Irland tillsammans med Patrick Sarsfield år 1691. Inledningsvis bildade de Jakob II:s exilarmé, trots att de fungerade som ett förband inom den franska armén. Efter Jakobs död slogs vad som återstod av dessa styrkor ihop med Irländska brigaden inom den franska armén. Den senare sattes i sin tur upp 1689 av de 6000 rekryter som sändes av irländska jakobiter i utbyte för fransk militärhjälp. 
Irländska brigaden tjänstgjorde inom den franska armén i hundra år framåt och deltog under samtliga stora fältslag som Frankrike utkämpade fram till sin upplösning efter franska revolutionen. Under lång tid efter bildandet fylldes dess led på huvudsakligen med hjälp av nya rekryter från Irland och ur de följande generationer av irländare som föddes i Frankrike men valde att fortsätta familjetraditionen av militärtjänstgöring. Så småningom vidtog Storbritannien åtgärder för att strypa strömmen av irländare som tog sig över till Frankrike och fyllde på brigadens led. För att tillfredsställa behovet av nya rekryter därefter började även företrädare för andra europeiska nationaliteter att accepteras, men officerarna var även fortsättningsvis mestadels av irländsk börd.

## Långvariga följder
Den vilhelmska krigssegern hade två huvudsakliga långvariga följder. Den första var att det blev klart att Jakob II inte skulle återfå Englands, Irlands och Skottlands krona med militära medel. Den andra var att den brittiska och protestantiska dominansen över Irland cementerades. Ända till 1800-talets slut styrdes Irland av vad som skulle komma att bli känt som ”Protestantiska Herraväldet” (eng. Protestant Ascendancy), en jordägande klass av företrädesvis protestantiska härskare. Folkflertalet som utgjordes av irländska katoliker och Ulster-skotska presbyterianer uteslöts systematiskt från deltagandet i samhällslivet, som var baserat på jordägande. 
Under nästan ett helt århundrade efter kriget behöll irländska katoliker trofasthet gentemot den jakobitska saken och fortsatte att framställa Jakob och huset Stuart som de rättmätiga monarker som skulle ge Irland en rättvis behandling, inbegripet självstyre, återlämning av den beslagtagna jorden och fördragsamhet med katolicismen. Tusentals irländska soldater lämnade landet för att tjäna monarkerna ur huset Stuart inom spanska och franska arméer. Fram till 1766 var Frankrike och Påvestaten trogna idén att återinsätta Stuartarna i deras forna brittiska kungadömen. Under de jakobitiska upproren i Skottland skickade Frankrike åtminstone en bataljon ur sina irländska trupper för att bistå upprorsmännen, exempelvis i slaget vid Culloden år 1746.
Protestanter å sin sida sökte att framställa den vilhelminska segern som en triumf för de religiösa och medborgerliga fri- och rättigheterna. Triumfmotiven pryder fortfarande husgavlarna i Ulster i form av omstridda väggmålningar. Katolikernas nederlag i kriget firas fortfarande av den protestantiska oranienorden i Ulster den 12 juli varje år.